# 圣皮伊
圣皮伊（法語：Saint-Puy，法語發音：[sɛ̃ pɥi]）是法国热尔省的一个市镇，属于孔东区。

## 地理
圣皮伊（43°52'35"N, 0°27'44"E）面积36.88 平方千米，位于法国奧克西塔尼大區热尔省，该省份为法国西南部内陆省份，北起顺时针与洛特-加龙省、塔恩-加龙省、上加龙省、上比利牛斯省、大西洋比利牛斯省和朗德省接壤。
与圣皮伊接壤的市镇（或旧市镇、城区）包括：艾格坦特、拉罗克圣塞尔南、迈尼欧-托济亚、马斯多维尼翁、圣奥朗斯-小普伊、拉索沃塔、巴伊斯河畔瓦朗斯。
圣皮伊的时区为UTC+01:00、UTC+02:00（夏令时）。

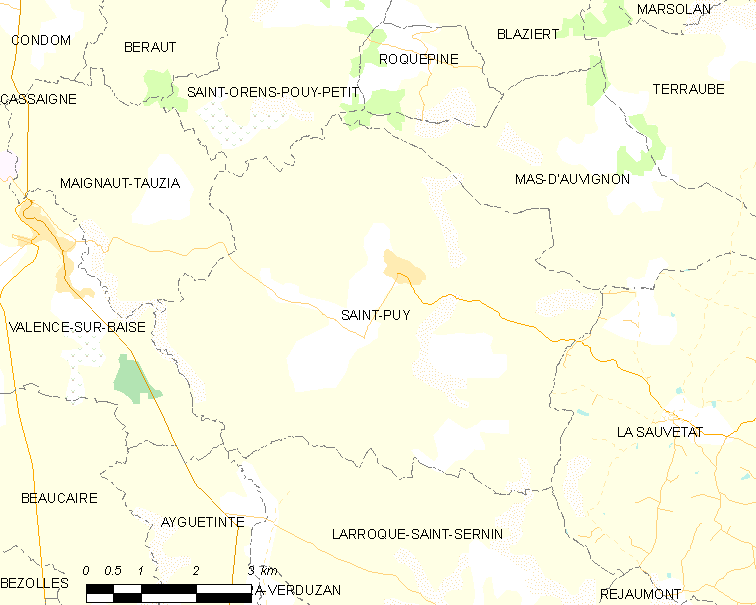
圣皮伊的OSM定位图

## 行政
圣皮伊的邮政编码为32310，INSEE市镇编码为32404。

## 政治
圣皮伊所属的省级选区为巴伊斯-阿马尼亚克县。

## 人口

1962-2008年间圣皮伊人口变化图示

圣皮伊于2022年1月1日时的人口数量为587人。